# Cova des Pas de Vallgornera
La cova des Pas de Vallgornera est une cavité naturelle souterraine espagnole, qui se développe sous la localité de Es Pas de Vallgornera, appartenant au municipio de Llucmajor, dans l'île de Majorque, communauté des Îles Baléares.
Le développement de la cavité est de plus de 74 kilomètres ; il s'agit de la plus longue cavité des îles Baléares. Son entrée est située à seulement 22 mètres d'altitude et à environ 400 mètres de la côte de Migjorn. Le site souterrain est protégé par le Ministère de l'environnement et le Gouvernement des îles Baléares ; le site a été déclaré d'intérêt communautaire, réseau Natura 2000 (Directive du Conseil européen 92/43 / CEE), sous le numéro ES5310049. L'accès à la cavité est soumis à autorisation (Merino et al., 2011).
La cavité est remarquable par son étendue, son concrétionnement et la morphologie de ses galeries. Sa formation est due à la dissolution par mélange des eaux douces et salées (biseau salé) que les anglophones appellent Flank Margin Caves. La grotte se développe au niveau de la mer et compte environ 17 km de galeries complètement noyées. Il existe une importante zone de recharge (eaux météoriques), ainsi qu'une recharge d'origine plus profonde dite hypogène.

## Découverte
La découverte de la cova des Pas de Vallgornera a eu lieu le 26 avril 1968. Un puisatier, nommé Tomeu Covas, qui creusait un puits perdu destiné à recueillir les eaux usées de l'hôtel es Pas, a trépané la cavité. Le lendemain, la grotte est explorée et le dimanche 28 avril le Diario de Mallorca annoncait la découverte.
Au cours des mois suivants, le Centro de Actividades Espeleológicas (CAE), le Grup Espeleològic EST et le Spéléo Club Mallorca (SCM) poursuivent les explorations dans la cavité.
Quelques années plus tard, le propriétaire de l'hôtel fait appel aux services de spéléologues et plongeurs belges du Groupe Spéléologique de Namur-Ciney (Belgique) dans le but d'aménager la grotte en vue d'une éventuelle exploitation touristique (Colignon, 1981-1982). Le rapport des scaphandriers est négatif, cependant une première topographie est levée. Entre 1991 et 1992, des membres du Grup Espeleològic EST et de la Section Spéléologique de l'ANEM effectuent une nouvelle incursion dans le but de cartographier et d'étudier la cavité (Merino, 1993).

## Description

### Partie anciennement connue
La partie anciennement connue est le premier secteur étudié ; c'est là que situe la salle d'entrée dans laquelle débouche le puits artificiel d'environ 6 m de profondeur. Tout autour de la salle d'entrée, on peut descendre à différents endroits jusqu'à des siphons et une série de petits lacs d'eaux saumâtres. À l'est, se trouve un grand gour peu profond qu'il faut traverser pour accéder à un petit puits. À sa base, commence la galerie dite Pista Americana qui se termine dans la salle du Mondmilch.

### Nouvelles extensions
En 1994, les spéléologues majorquins, Miquel Àngel Barceló et Pedro Riera, découvrent un passage livrant accès à de nouvelles galeries appelées Noves Extensions. La topographie de ces nouvelles extensions est effectuée par la Section Spéléologique de l'ANEM et le Groupe Spéléologique de Llubí (GELL) qui lèvent 6 435 mètres de galeries en 1999 (Merino, 2000).
Les Noves Extensions présentent deux secteurs ; le premier est une série de galeries et de lacs d'une grande longueur (Llac de na Gemma, Sala de na Bàrbara) dont le parcours est assez aquatique. Le second secteur est plus labyrinthique et correspond à des galeries de dimensions plus modestes (Galeria d'Enmig, Galeria de Llevant) dont les parois sont entièrement couvertes de concrétions ou de formes de dissolution spectaculaires.

## Découvertes en 2004
Les membres du Groupe Spéléologique de Llubí (GELL) et de la Section Spéléologique de l'ANEM poursuivent leurs recherches dans des endroits les plus éloignés du secteur des Noves Extensions. En 2004, les spéléologues, Guiem et Antoni Mulet et Antoni Merino, suivent un net courant d'air et découvrent un passage conduisant à un ensemble de galeries entrecoupées d'étroitures et de blocs. Ce passage ventilé mène à un vaste réseau de galeries et de salles appelées Descobriments 2004. Ces découvertes sont le point de départ d'une grande activité spéléologique faite d'exploration et de topographie qui n'a pas encore pris fin. Différents groupes spéléologiques de Majorque contribuent à l'exploration du système souterrain dont le développement atteint plus de 74 km (Merino et al., 2014).
La zone dite Descobriments 2004 comporte deux niveaux de galeries bien distincts. Le premier se développe au niveau de la mer. En effet, l'effondrement des parois des galeries a généré de vastes volumes exondés encombrés de blocs. Le deuxième est dit nivell superior et se présente comme un ensemble de galeries labyrinthiques situées entre 8 et 11 m au-dessus du niveau de la mer. Toutefois, il existe des connexions entre ces deux niveaux.

## Illustrations

Concrétions de la Cova des Pas de Vallgornera
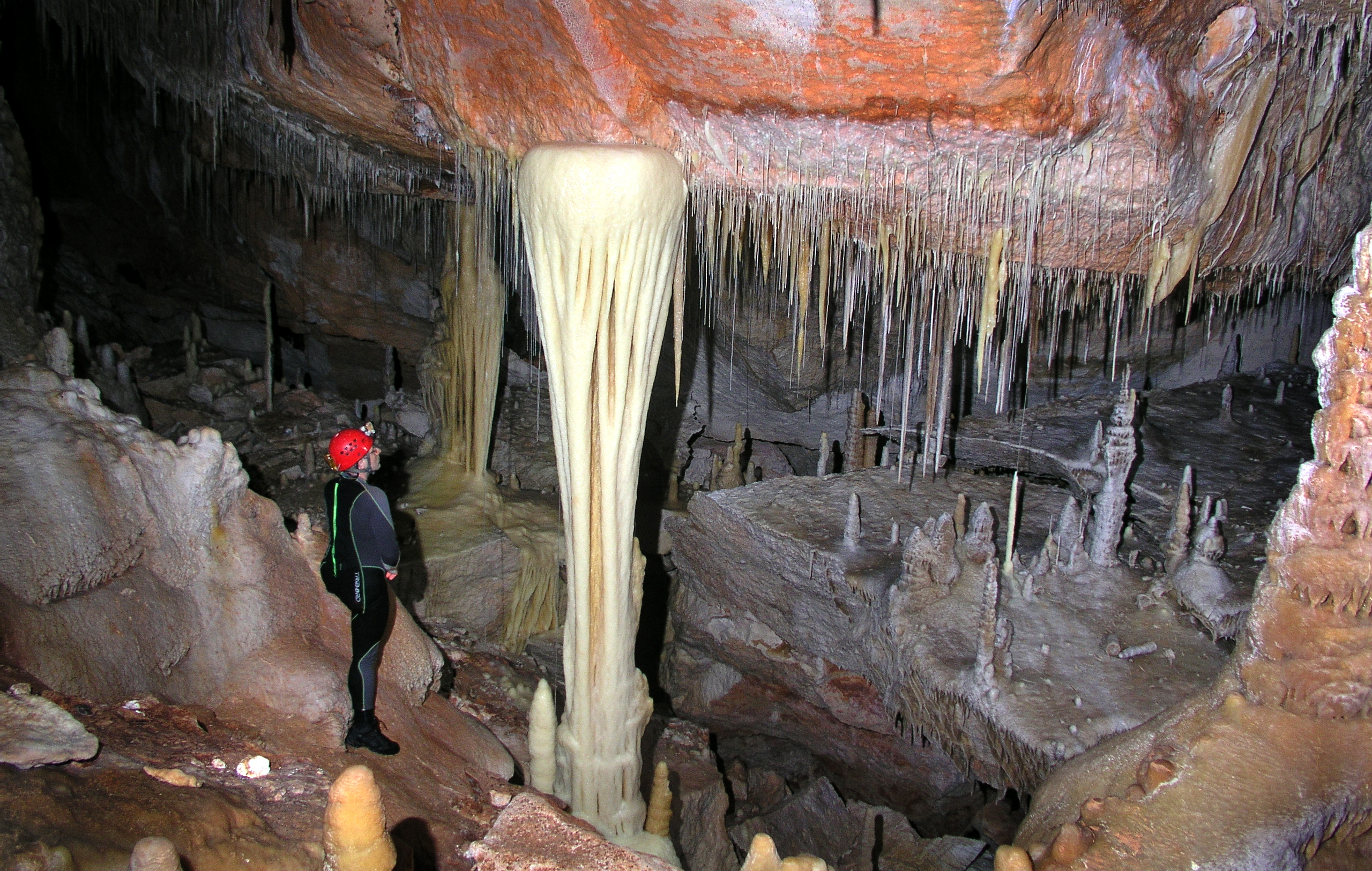
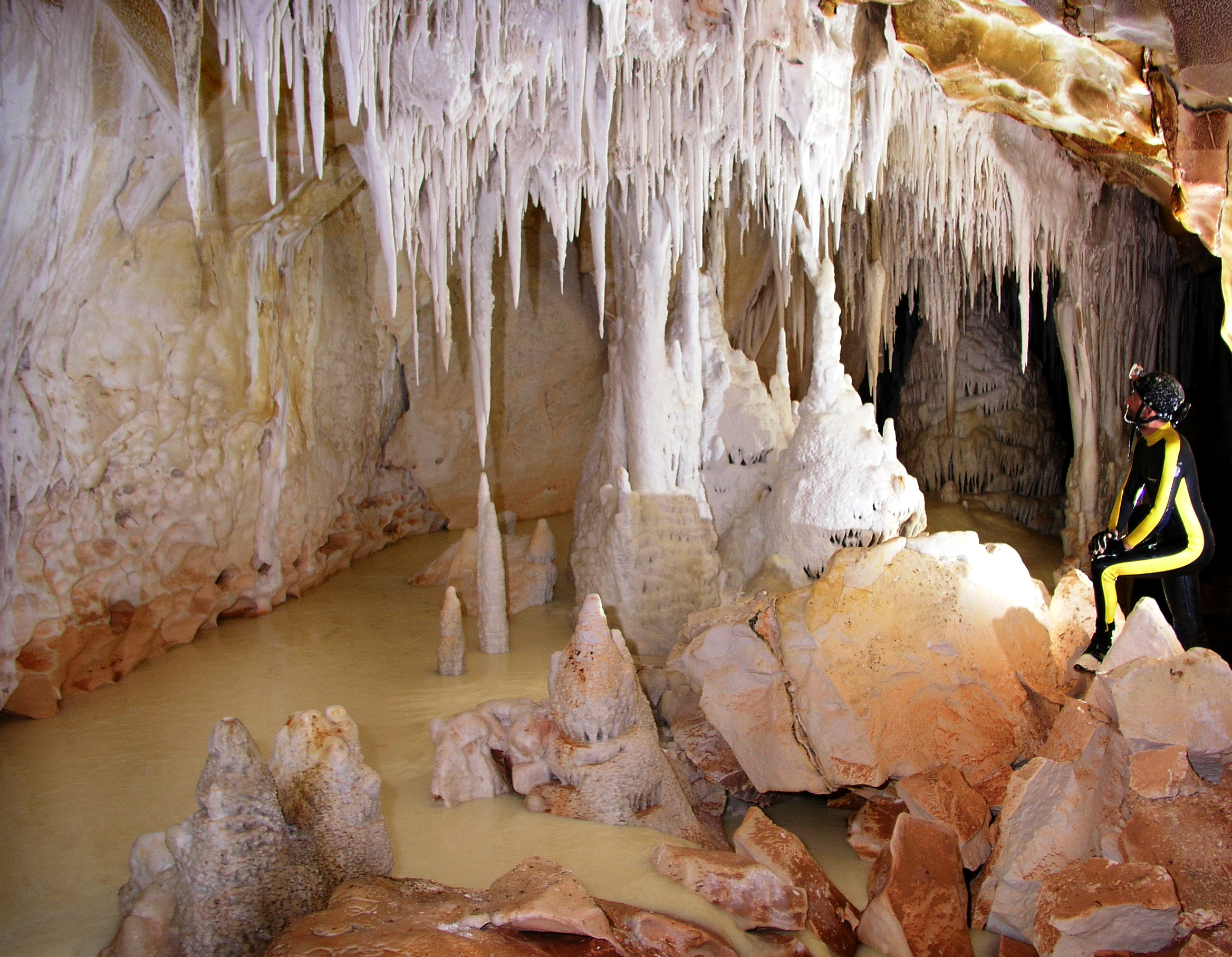
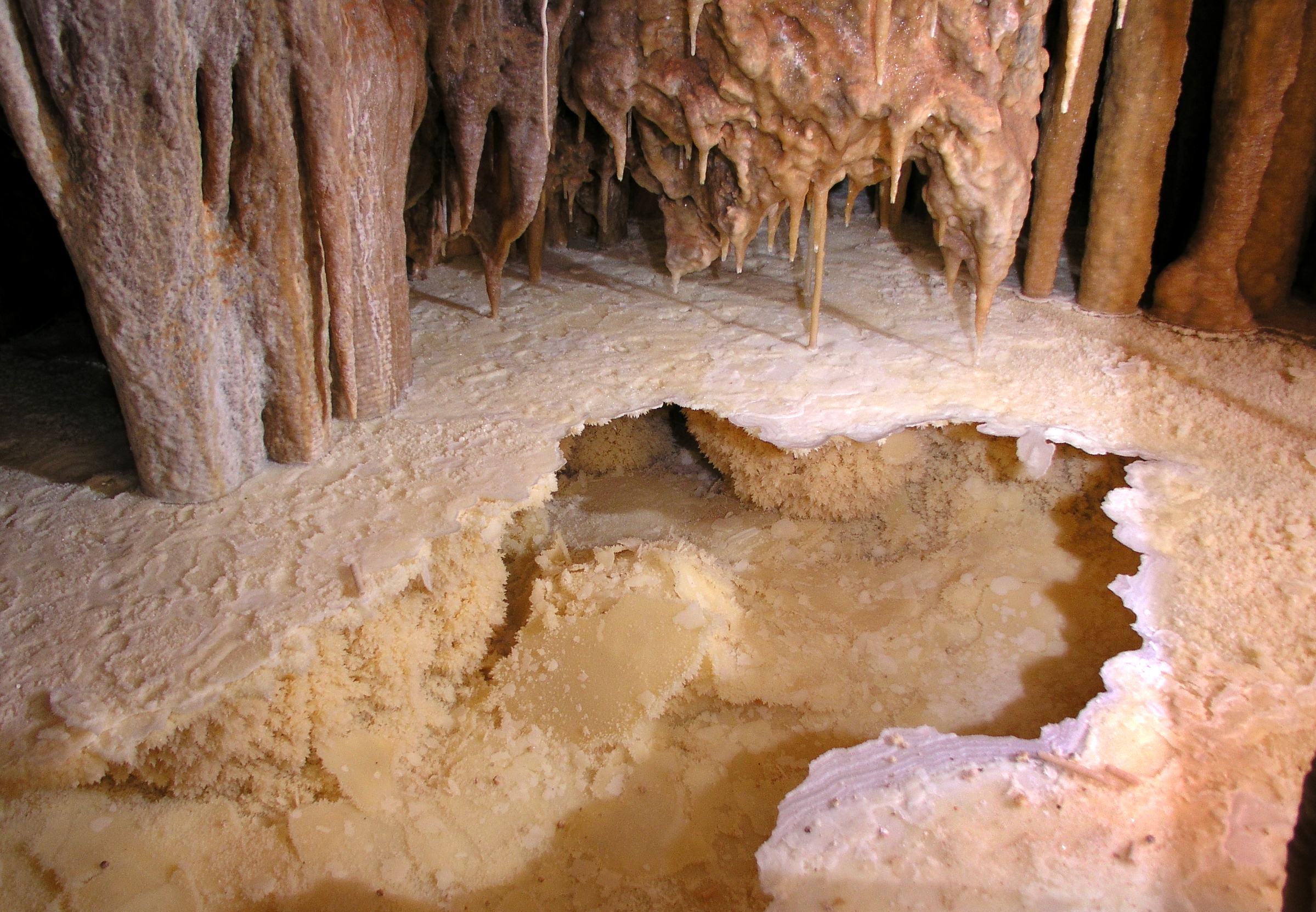
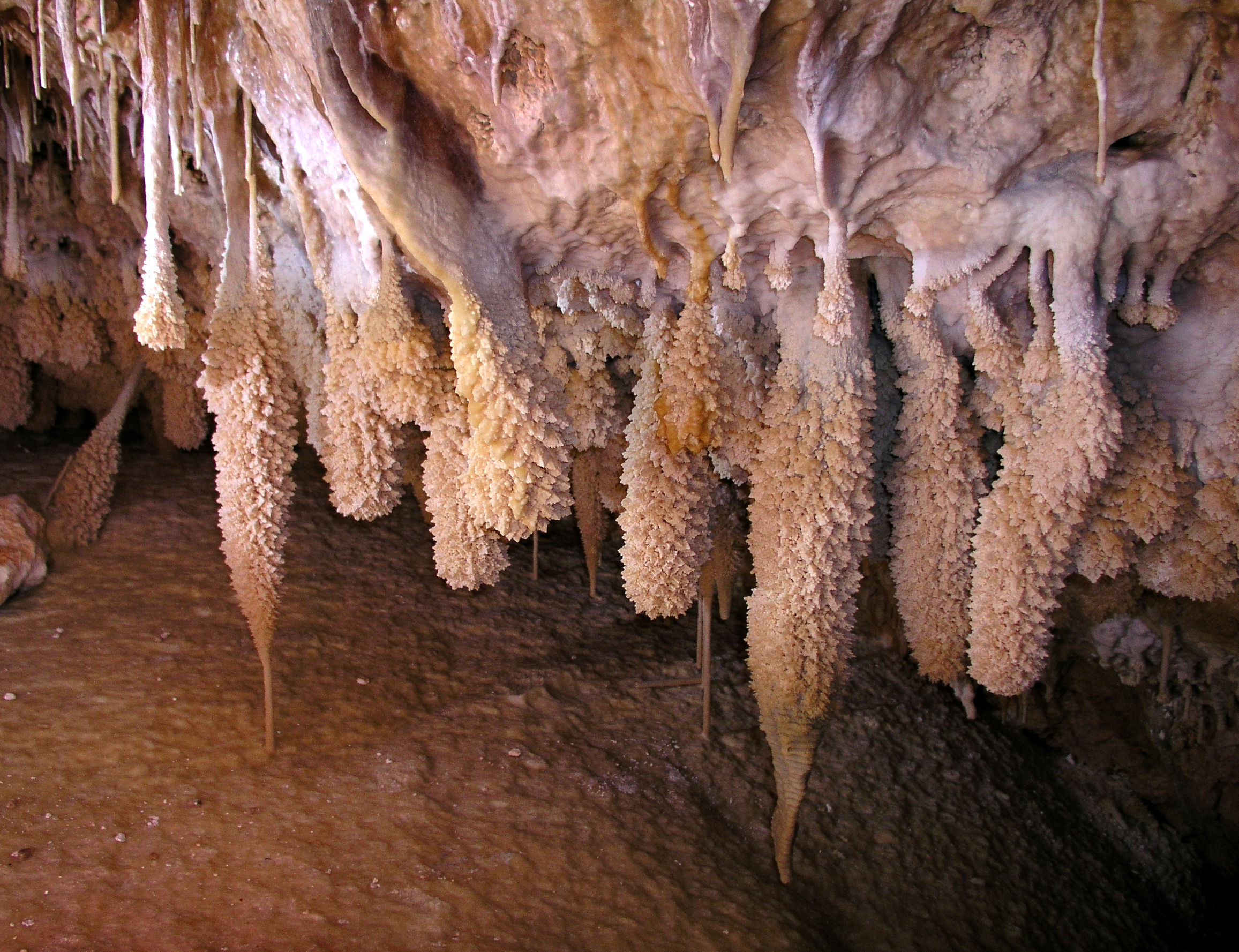
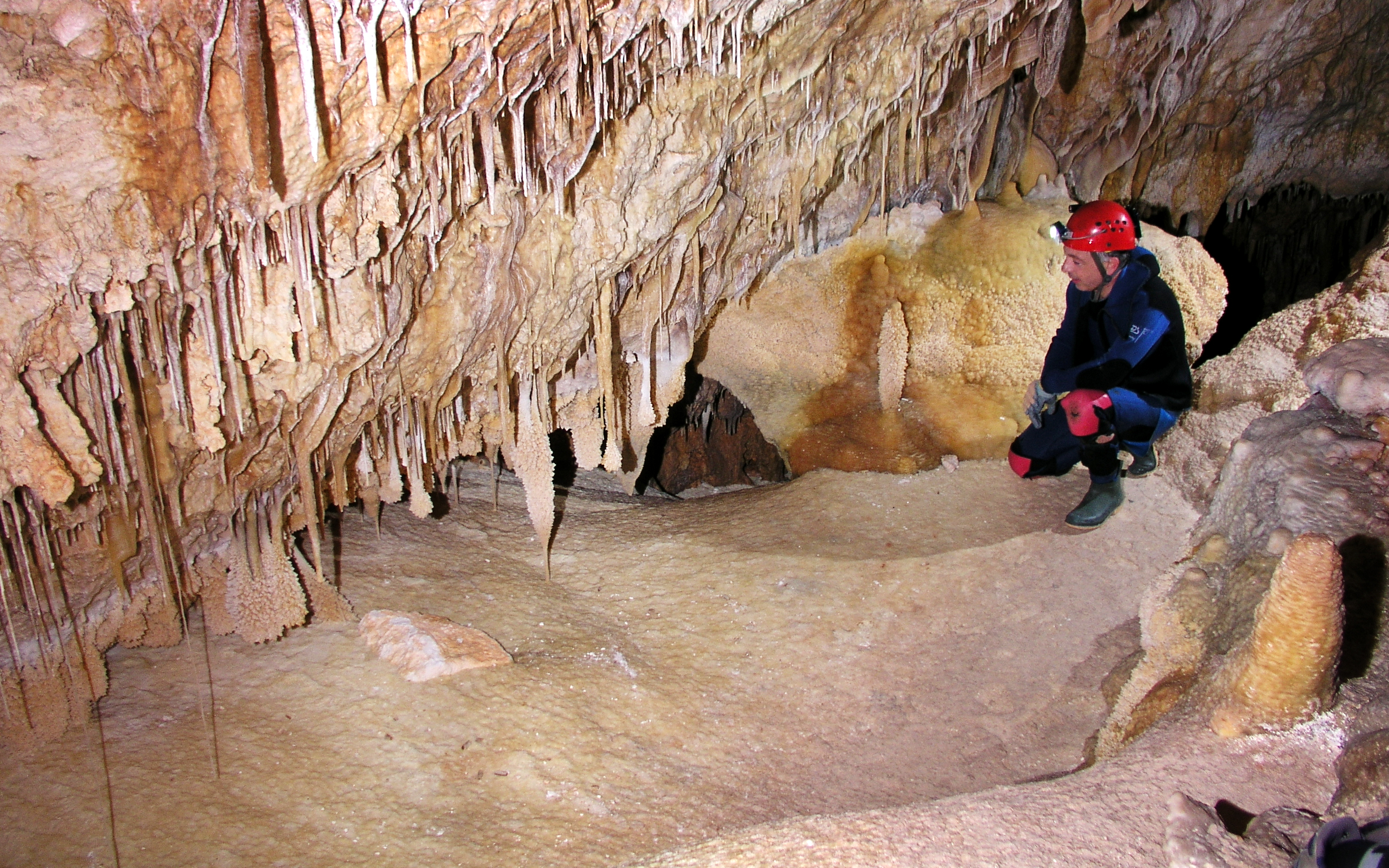
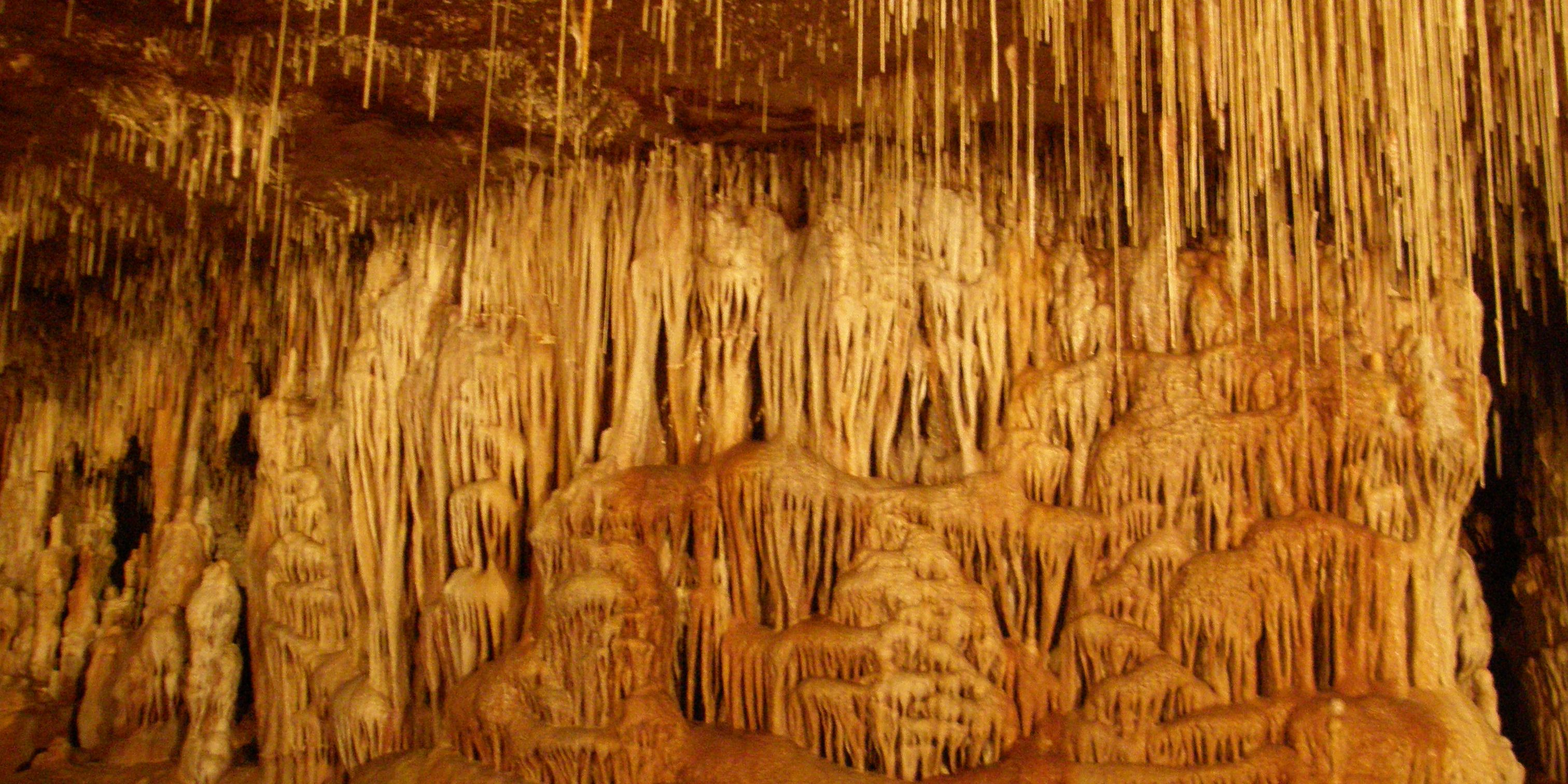